# The Moon Museum
The Moon Museum (letteralmente Il museo della Luna) è un piccolo wafer di ceramica placcato in iridio, su cui sono stati impressi i disegni miniaturizzati di sei artisti americani. 
L'opera creata nel 1969 fu portata nello spazio a bordo dell'Apollo 12 dagli astronauti Charles Conrad, Richard Gordon e Alan Bean.
Di dimensioni paragonabili a un microchip, misura 19,05 mm x 12,70 mm x 0,635 mm, The Moon Museum è composto di sei disegni: Andy Warhol disegnò un pene, Robert Rauschenberg una linea retta, Claes Oldenburg una versione stilizzata del viso di Topolino mentre John Chamberlain, Forrest Myers e David Novros rappresentarono delle figure geometriche.